# Witnica
Witnica là một thị trấn thuộc huyện Gorzowski, tỉnh Lubuskie ở tây Ba Lan. Thị trấn có diện tích 8 km². Đến ngày 1 tháng 1 năm 2011, dân số của thị trấn là 6859 người và mật độ 832 người/km².